# Нечаївка (Синельниківський район)
Неча́ївка — село в Україні, у Покровській селищній громаді Синельниківського району Дніпропетровської області. Населення становить 126 осіб. До 2020 орган місцевого самоврядування — Покровська селищна рада.

## Географія
Село Нечаївка розташоване на правому березі річки Гайчул, вище за течією на відстані 1,5 км розташоване село Радісне, нижче за течією на відстані 2,5 км розташоване село Остапівське, на протилежному березі — село Зарічне (Запорізький район). Поруч проходить автошлях регіонального значення Р85.

## Історія
Єврейська колонія, заснована у 1840-х роках XIX століття. У 1859 році за даними X держревізії в колонії було 19 дворів та 501 житель. Село залишалося єврейською колонією до Жовтневого перевороту 1917 року.
У 1913 році в Нечаївці було 41 двір, 468 жителів, молитовний будинок, школа та фельдшер. Пустонечаївка — мабуть, тому, що їхні землі пустували.
12 червня 2020 року, відповідно до розпорядження Кабінету Міністрів України № 709-р від «Про визначення адміністративних центрів та затвердження територій територіальних громад Дніпропетровської області», увійшло до складу Покровської селищної громади.
19 липня 2020 року, в результаті адміністративно-територіальної реформи і ліквідації Покровського району, село увійшло до складу новоутвореного Синельниківського району.

## Населення

### Мова
Розподіл населення за рідною мовою за даними перепису 2001 року:
| Мова       | Кількість | Відсоток |
| ---------- | --------- | -------- |
| українська | 126       | 100%     |